# 最後的問題
《最後的問題》（英語：The Last Question）是艾萨克·阿西莫夫写的一篇科幻短篇小說，也是阿西莫夫最得意的短篇作品。最初发表在1956年11月號的《科幻季刊》，重新刊登在合集《九個明天》（1959年）、《艾西莫夫精選》（1973年）、《機器人之夢》 （1986年）、回顧故事集《奧珀斯100》（1969年）和《艾西莫夫全集·第一卷》中。 這是一系列互相關聯的故事中的一則，內容始于於一個名字叫馬爾蒂瓦克（Multivac）的虛構的電腦，终于宇宙的寂灭与重生。

## 歷史
在構思本文時，艾西莫夫認為未來的趨勢是在1950年代所規劃的特徵運算技術的集中化，為了製造一部極端中央管控的全球化電腦。在看過一本天文館的改編版，艾西莫夫「自認為」這個故事是他寫過最好的科幻小說，其地位比《醜小孩》和《雙百人》（The Bicentennial Man）還高。《最後的問題》和《夜幕低垂》等故事被評為艾西莫夫最著名且最受好評的短篇小說之一。
這篇小說於1966年首次為了密西根州立大學的艾布拉姆斯天文館改編為有聲版，而由李奧納德·尼摩伊的聲音演出。艾西莫夫在他的自傳《仍有的歡樂》中曾提過這件事。這篇小說再次於1969年在美國紐約羅徹斯特的史崔森堡天文館被改編，由伊恩．麥克連南所執導。這個改編版也於80年代初在加州舊金山的莫里森天文館表演過。
朗讀版的故事也可以定期在英國廣播公司7號電台（BBC 7 radio）聽到。

## 劇情大綱
故事從2061年開始，两个技术人员问了当时最强大的电脑Multivac（多真空管），「如何才能使宇宙熵的淨值大量減少？」這相當於問：「熱力學第二定律（用來解釋故事裡宇宙熵值的增加）的運作可以扭轉嗎？」计算机的回答：「目前的數據不足以得到有意義的答案。」然后人类文明不断发展，扩展到银河、星系乃至全宇宙，計算機也从Multivac先后发展成Microvac（微真空管）、Galactic AC（银河AC）、Universal AC（宇宙AC）、Cosmic AC、AC。每一代人都向计算机提出了那个问题，每次计算机的回答都是「目前的數據不足以得到有意義的答案。」宇宙渐渐走向寂灭，人類已经进化成遍布宇宙的心靈，恒星一個一個消失，宇宙接近了熱寂。人類最後一次問AC最終的熵問題，AC表示宇宙中所有問題他都已經知道，惟獨這個問題仍然無法回答。之後「人類」和AC融合了。AC繼續思考這個問題，即使空間和時間不再存在。最後它發現了答案，但無法告诉任何人，于是，它以逆轉熵的方式顯示答案，创造了新的宇宙。

## 外部連結
- 列在網路推理小說資料庫中的《The Last Question》
- "The Last Question" at the Internet Archive
- Isaac Asimov reads "The Last Question" at the Internet Archive